# Alida Chelli
Alida Chelli (* 23. Oktober 1943 in Carpi, Emilia-Romagna als Alida Rustichelli; † 14. Dezember 2012 in Rom) war eine italienische Schauspielerin und Sängerin.

## Leben
Chelli kam als Tochter des Filmkomponisten Carlo Rustichelli früh mit dem Showgeschäft, insbesondere der Musikszene, in Kontakt und nahm schon als Jugendliche an Fernsehsendungen und Musikkomödien am Theater teil. 1959 erschien eine erste Single, die auch mit ihrem ersten Kinoauftritt in Verbindung steht: Ihr Vater schrieb das Titelstück für Un maledetto imbroglione. In unregelmäßigen Abständen folgten mehrere Veröffentlichungen, zuletzt 1985.
Im Fernsehen ersetzte sie dann die eigentlich für die Moderation vorgesehene Mina bei der Sendung Volabile. Nach einem Studium an der Accademia d’Arte Drammatica spielte sie vornehmlich auf der Bühne, aber auch wieder in Fernsehspielen. Erfolgreiche Bühnenstücke waren Buonanotte Bettina, Rugantino (mit Enrico Montesano), Cielo, mio marito!, Cyrano (mit Domenico Modugno) und andere. Gleich zu Beginn ihrer Karriere lernte sie Walter Chiari kennen, dessen Lebensgefährtin sie für viele Jahre wurde. 1969 heirateten die beiden; ein gemeinsamer Sohn entsprang dieser Verbindung.
Mitte der 1980er Jahre kehrte Chelli ins Fernsehen zurück und hatte mit der Show Ci pensiamo lunedi 1983/84 neben Renzo Montagnani einen Erfolg; im Jahr darauf folgte das ähnliche Format Supersera.
Chellis Filmkarriere beschränkt sich (neben einer Rolle 1981) auf eine Handvoll Werke meist komödiantischen Zuschnitts zwischen 1965 und 1969.

## Filmografie (Auswahl)
- 1961: Giallo club: Invito al poliziesco (Fernsehreihe, 1 Folge)
- 1965: Scharfe Sachen für Monsieur (Le corniaud)
- 1967: Su e giù
- 1967: Quando dico che ti amo
- 1967: Hochkarätiger Einsatz (L’uomo del colpo perfetto)
- 1968: Mein Leben hängt an einem Dollar (Dai nemici mi guardo io!)
- 1969: Gli infermieri della mutua
- 1981: Love Spaghetti Love (Spaghetti a mezzanotte)
- 1992–1994: Casa dolce casa (Fernsehserie, 20 Folgen)

## Diskografie
- 1959: Sinnò me moro/Sospetto (RCA Italiana N 0943)
- 1960: La dedico a te / Giorni e giorni (RCA Italiana N 1104)
- 1961: Dalla mia finestra sul cortile/Indovina indovina (RCA Italiana N 1161)
- 1969: È grande sta città/Beat boat (RCA Original Cast OC 12)
- 1981: Son geloso/So' gelosa (Lupus LUN 4913) (B-Seite; auf A-Seite sing Gino Bramieri)
- 1983: Nun ce pensà/Quanno arriva na cert'ora (Polydor 810 828-7)
- 1984: Doppio senso doppio amore/Sinnò me moro (Cinevox SC 1174)
- 1985: Che strana, però, Roma di sera/Ma chi ti credi d’esse (Cinevox SC 1184)